# Кристаллис, Паникос
Паникос Кристаллис (греч. Πανίκος Κρυστάλλης; 1 июля 1938, Лимасол, Британский Кипр — 9 июня 2025) — кипрский футболист и футбольный тренер. Выступал за сборную Кипра.

## Биография

### Клубная карьера
На клубном уровне выступал за кипрские клубы АЕЛ (Лимасол) и «Аполлон» (Лимасол). В сезоне 1960/61 стал лучшим бомбардиром чемпионата Кипра, забив 26 голов. В 1962—1963 годах был игроком греческого клуба АЕК (Афины), но позже вернулся в «Аполлон», где выступал до 1969 года. С 1967 года также являлся главным тренером команды. Покинул клуб в 1969 году.

### Карьера в сборной
Дебютировал за сборную Кипра 13 ноября 1960 года в её первом официальном матче против сборной Израиля в рамках отборочного турнира чемпионата мира 1962, который завершился со счётом 1:1. Также принял участие в ответной встрече двух команд, однако в ответной игре Кипр уступил со счётом 1:6 и завершил борьбу за выход на чемпионат мира. 27 ноября 1963 года отметился дублем в товарищеском матче со сборной Греции (3:1). Также отметился дублем 20 марта 1965 года в товарищеской игре со сборной Ливана (2:0). Всего провёл за сборную 20 матчей и забил 4 гола. Свой последний матч в составе национальной команды сыграл 21 мая 1969 года против сборной ФРГ. Матч завершился со счётом 12:0 в пользу ФРГ и до сих пор остаётся крупнейшим поражением в истории сборной Кипра.
С 1976 по 1977 год Кристаллис был главным тренером национальной команды. Под его руководством сборная провела 5 матчей, в том числе 4 в рамках отборочного турнира к чемпионату мира 1978 года, однако все 5 матчей завершились поражением сборной Кипра.
Умер 9 июня 2025 года в возрасте 86 лет.